# كريستيان مندوزا
كريستيان مندوزا هو مغني فلبيني، ولد في 1987.

## وصلات خارجية
- كريستيان مندوزا على موقع IMDb (الإنجليزية)
- كريستيان مندوزا على موقع ميوزك برينز (الإنجليزية)
- كريستيان مندوزا على موقع ديسكوغز (الإنجليزية)